# Kurájivka
Kurájivka (en ucraniano: Курахівка; en ruso: Кураховка, romanizado: Kurájovka) es un pueblo ucraniano perteneciente al óblast de Donetsk. Situado en el este del país, es parte del raión de Pokrovsk y del municipio (hromada) de Kurájove.
Desde el 2 de noviembre de 2024, el pueblo se encuentra ocupado por las tropas rusas en el marco de la invasión rusa de Ucrania.

## Geografía
Kurájivka está en la orilla del río Vovcha, 14 km al noreste de Pokrovsk y 62 km al noroeste de Donetsk. 

## Historia
Kurájivka fue fundado en 1926 y el 15 de noviembre de 1938, el pueblo recibió el estatus de asentamiento de tipo urbano.
En 1963, se puso en funcionamiento la planta central de procesamiento. 
Durante la Segunda Guerra Mundial, Kurájivka fue ocupado por tropas alemanas en octubre de 1941, siendo librado por el Ejército Rojo en septiembre de 1943. 
Tras el estallido de la guerra del Dombás en la primavera de 2014, Kurajívka se encontró en la zona de combate. Hasta 2020, Kurájivka fue parte del raión de Marinka pero desde entonces fue incorporada al raión de Pokrovsk.En 2023, Kurájivka perdió el estatus de asentamiento de tipo urbano en la legislación ucraniana debido a la eliminación de este estatus administrativo.
Durante la invasión rusa de Ucrania, los combates comenzaron en las proximidades de la aldea en octubre de 2024, mientras los rusos avanzaban en dirección a Kurájove como parte de un nuevo esfuerzo ofensivo. Las fuerzas rusas entraron en el asentamiento a finales de octubre. El 2 de noviembre, el Ministerio de Defensa de Rusia afirmó que sus tropas «liberaron» la localidad de Kurájivka, en su avance hacia la ciudad industrial de Kurájove.

## Demografía
La evolución de la población de Kurájivka entre 1989 y 2022 fue la siguiente:
| 5439                                                          | 4175 | 3060 | 2968 | 2775 | 2763 |
| (Fuente: Cities & Towns of Ukraine y UKRAINE: Größere Städte) |      |      |      |      |      |

Según el censo de 2001, la lengua materna de la mayoría de los habitantes, el 69,05%, es el ruso; del 30,56% es el ucraniano.

## Economía
La fábrica central de Enriquecimiento de Carbón de Kurájivka opera en el pueblo.